# Abdulmohsen Al-Qahtani
Abdulmohsen Al-Qahtani (Al Kobhar, 5 de junio de 1999) es un futbolista saudí que juega en la demarcación de extremo para el Al-Riyadh SC de la Liga Profesional Saudí.

## Selección nacional
Hizo su debut con la selección absoluta de Arabia Saudita el 4 de agosto de 2019 contra Kuwait en un partido del Campeonato de la WAFF 2019 que finalizó con un resultado de 1-2 a favor del combinado kuwaití tras el gol de Rabee Sufyani para Arabia Saudita, y de Faisal Ajab Al-Azemi y Hussain Al-Musawi para Kuwait.

## Clubes
| Club          | País           | Año       | Partidos | Goles |
| ------------- | -------------- | --------- | -------- | ----- |
| Al Qadsiah FC | Arabia Saudita | 2018-2021 | 11       | 0     |
| Al Raed FC    | Arabia Saudita | 2021-2023 | 15       | 0     |
| Al-Riyadh SC  | Arabia Saudita | 2023-     |          |       |